# Abel Argañaraz
Pablo Abel Argañaraz Paradi (n. San Miguel de Tucumán, Argentina; 21 de julio de 1998) es un futbolista argentino. Juega de delantero y su equipo actual es PSBS Biak, de la Liga 1 de Indonesia.

## Trayectoria

### Inicios
Empezó su carrera a los 6 años en Club Tucuman Central donde hizo todas las infantiles hasta los 13 años. En 2012 pasó a San Martín de Tucumán donde estuvo un año.
Luego de un breve tiempo en el equipo tucumano, viajó a Buenos Aires para realizar una prueba en Lanús donde quedó seleccionado.

### Juventud Antoniana
A principios del 2019 se suma a préstamo a Juventud Antoniana hasta la finalización del Torneo Federal A 2018-19. En el conjunto salteño anotó 3 goles en 9 partidos.

### Central Córdoba (SdE)
Luego de su paso con los "antonianos", queda en libertad de acción desde Lanús y firma contrato con Central Córdoba de Santiago del Estero.
Realiza su debut profesional con el equipo el 15 de marzo de 2020 en la derrota 2 a 1 frente a Newell´s Old Boys en un partido correspondiente a la Copa Superliga. Su primer gol lo anotaría el 29 de noviembre del mismo año en la victoria frente a Defensa y Justicia por 3 a 2.
En total en su estadía en el "ferroviario", anotó 4 goles y repartió 7 asistencias en 52 partidos.

### San Martín de Tucumán
Para la segunda parte del Campeonato de Primera Nacional 2022, se une a San Martín de Tucumán a préstamo con opción de compra, debutando con el equipo el 25 de junio en la victoria 1 a 0 frente Guillermo Brown de Puerto Madryn, por el partido correspondiente a la fecha 21 del torneo.
Su único gol con el conjunto tucumano lo haría en la fecha siguiente en el empate 1 a 1 frente Atlético Rafaela.
Con el "ciruja" jugó 8 encuentros y anotó 1 gol.

### Gimnasia y Esgrima de Jujuy
Para la temporada 2023 de la Primera Nacional se une a préstamo a Gimnasia y Esgrima de Jujuy, jugando su primer partido en el club el 25 de febrero, en la derrota 2 a 1 frente a Quilmes, por la tercera fecha del campeonato de ascenso.
Con el "lobo" jujeño, Argañaraz disputó 19 partidos, anotando 4 goles y repartiendo 3 asistencias.

### Inter Club d'Escaldes
En agosto de 2023 se une a Inter Club d'Escaldes para disputar el campeonato 2023-24 de la Primera División de Andorra, siendo esta su primera experiencia en el exterior.

## Selección nacional

### Selección Argentina Sub-17
El 25 de enero de 2015, Miguel Ángel Lemme incluyó a Pablo Argañaraz en la Preselección Sub-17 de 31 jugadores para disputar el Campeonato Sudamericano Sub-17 a disputarse en Paraguay, de esta nómina quedarán 22 jugadores. Los jugadores se entrenarán de cara al certamen a partir del 26 de enero.
El 20 de febrero de 2015, Lemme, entregó una lista con los 22 futbolistas en el cual fue convocado para que comenzara a entrenarse de cara al Campeonato Sudamericano Sub-17 de la categoría que se disputará a partir de marzo en Paraguay.

#### Participaciones en Sudamericanos
| Copa                     | Sede     | Resultado  | Partidos | Goles |
| ------------------------ | -------- | ---------- | -------- | ----- |
| Sudamericano Sub-17 2015 | Paraguay | Subcampeón | 7        | 0     |

#### Detalle
| \| N.º \| Fecha \| Estadio \| Local \| Resultado \| Visitante \| Goles \| Asist. \| Competición \| \| --- \| ---------- \| ----------------------------------------------------- \| --------- \| --------- \| --------- \| ----- \| ------ \| ------------------- \| \| 1 \| 06-03-2015 \| Estadio Dr. Nicolás Leoz, Asunción, Paraguay \| Argentina \| 1-2 \| Ecuador \| \| \| Sudamericano Sub-17 \| \| 2 \| 08-03-2015 \| Estadio Feliciano Cáceres, Luque, Paraguay \| Uruguay \| 2-1 \| Argentina \| \| \| Sudamericano Sub-17 \| \| 3 \| 10-03-2015 \| Estadio Feliciano Cáceres, Luque, Paraguay \| Argentina \| 4-1 \| Bolivia \| \| \| Sudamericano Sub-17 \| \| 4 \| 14-03-2015 \| Estadio Lic. Erico Galeano Segovia, Capiatá, Paraguay \| Argentina \| 1-0 \| Chile \| \| \| Sudamericano Sub-17 \| \| 5 \| 17-03-2015 \| Estadio Feliciano Cáceres, Luque, Paraguay \| Brasil \| 0-1 \| Argentina \| \| \| Sudamericano Sub-17 \| \| 6 \| 27-03-2015 \| Estadio Dr. Nicolás Leoz, Luque, Paraguay \| Uruguay \| 2-1 \| Argentina \| \| \| Sudamericano Sub-17 \| \| 7 \| 19-03-2015 \| Estadio Feliciano Cáceres, Luque, Paraguay \| Ecuador \| 0-0 \| Argentina \| \| \| Sudamericano Sub-17 \| |            |                                                       |           |           |           |       |        |                     |
| N.º | Fecha      | Estadio                                               | Local     | Resultado | Visitante | Goles | Asist. | Competición         |
| 1 | 06-03-2015 | Estadio Dr. Nicolás Leoz, Asunción, Paraguay          | Argentina | 1-2       | Ecuador   |       |        | Sudamericano Sub-17 |
| 2 | 08-03-2015 | Estadio Feliciano Cáceres, Luque, Paraguay            | Uruguay   | 2-1       | Argentina |       |        | Sudamericano Sub-17 |
| 3 | 10-03-2015 | Estadio Feliciano Cáceres, Luque, Paraguay            | Argentina | 4-1       | Bolivia   |       |        | Sudamericano Sub-17 |
| 4 | 14-03-2015 | Estadio Lic. Erico Galeano Segovia, Capiatá, Paraguay | Argentina | 1-0       | Chile     |       |        | Sudamericano Sub-17 |
| 5 | 17-03-2015 | Estadio Feliciano Cáceres, Luque, Paraguay            | Brasil    | 0-1       | Argentina |       |        | Sudamericano Sub-17 |
| 6 | 27-03-2015 | Estadio Dr. Nicolás Leoz, Luque, Paraguay             | Uruguay   | 2-1       | Argentina |       |        | Sudamericano Sub-17 |
| 7 | 19-03-2015 | Estadio Feliciano Cáceres, Luque, Paraguay            | Ecuador   | 0-0       | Argentina |       |        | Sudamericano Sub-17 |

## Estadísticas

### Clubes
Actualizado de acuerdo al último partido jugado el 18 de mayo de 2025.
| Club                             | Div.          | Temporada     | Liga  | Liga  | Liga   | Copas nacionales | Copas nacionales | Copas nacionales | Torneos internacionales | Torneos internacionales | Torneos internacionales | Total | Total | Total  |
| Club                             | Div.          | Temporada     | Part. | Goles | Asist. | Part.            | Goles            | Asist.           | Part.                   | Goles                   | Asist.                  | Part. | Goles | Asist. |
| -------------------------------- | ------------- | ------------- | ----- | ----- | ------ | ---------------- | ---------------- | ---------------- | ----------------------- | ----------------------- | ----------------------- | ----- | ----- | ------ |
| Juventud Antoniana Argentina     | 3.ª           | 2018-19       | 9     | 3     | 0      | —                | —                | —                | —                       | —                       | —                       | 9     | 3     | 0      |
| Juventud Antoniana Argentina     | Total club    | Total club    | 9     | 3     | 0      | 0                | 0                | 0                | 0                       | 0                       | 0                       | 9     | 3     | 0      |
| Central Córdoba (SdE) Argentina  | 1.ª           | 2019-20       | —     | —     | —      | 1                | 0                | 0                | —                       | —                       | —                       | 1     | 0     | 0      |
| Central Córdoba (SdE) Argentina  | 1.ª           | 2020          | —     | —     | —      | 10               | 2                | 2                | —                       | —                       | —                       | 10    | 2     | 2      |
| Central Córdoba (SdE) Argentina  | 1.ª           | 2021          | 18    | 1     | 3      | 11               | 0                | 0                | —                       | —                       | —                       | 29    | 1     | 3      |
| Central Córdoba (SdE) Argentina  | 1.ª           | 2022          | 1     | 0     | 0      | 12               | 1                | 2                | —                       | —                       | —                       | 13    | 1     | 2      |
| Central Córdoba (SdE) Argentina  | Total club    | Total club    | 19    | 1     | 3      | 34               | 3                | 4                | 0                       | 0                       | 0                       | 53    | 4     | 7      |
| San Martín (T) Argentina         | 2.ª           | 2022          | 8     | 1     | 0      | —                | —                | —                | —                       | —                       | —                       | 8     | 1     | 0      |
| San Martín (T) Argentina         | Total club    | Total club    | 8     | 1     | 0      | 0                | 0                | 0                | 0                       | 0                       | 0                       | 8     | 1     | 0      |
| Gimnasia y Esgrima (J) Argentina | 2.ª           | 2023          | 19    | 4     | 3      | —                | —                | —                | —                       | —                       | —                       | 19    | 4     | 3      |
| Gimnasia y Esgrima (J) Argentina | Total club    | Total club    | 19    | 4     | 3      | 0                | 0                | 0                | 0                       | 0                       | 0                       | 19    | 4     | 3      |
| Inter Club d'Escaldes · Andorra  | 1.ª           | 2023-24       | 23    | 15    | 10     | 2                | 0                | 0                | —                       | —                       | —                       | 25    | 15    | 10     |
| Inter Club d'Escaldes · Andorra  | Total club    | Total club    | 23    | 15    | 10     | 2                | 0                | 0                | 0                       | 0                       | 0                       | 25    | 15    | 10     |
| PSBS Biak Indonesia              | 1.ª           | 2024-25       | 32    | 10    | 4      | —                | —                | —                | —                       | —                       | —                       | 32    | 10    | 4      |
| PSBS Biak Indonesia              | Total club    | Total club    | 32    | 10    | 4      | 0                | 0                | 0                | 0                       | 0                       | 0                       | 32    | 10    | 4      |
| Total carrera                    | Total carrera | Total carrera | 110   | 34    | 20     | 36               | 3                | 4                | 0                       | 0                       | 0                       | 146   | 37    | 24     |
| 1. 2.                            |               |               |       |       |        |                  |                  |                  |                         |                         |                         |       |       |        |

### Selecciones
Actualizado de acuerdo al último partido jugado el 29 de Marzo de 2015.
| Selección         | Año               | Amistoso | Amistoso | Amistoso | Eliminatorias | Eliminatorias | Eliminatorias | Continental | Continental | Continental | Mundial | Mundial | Mundial | Total | Total | Total  |
| Selección         | Año               | Part.    | Goles    | Asist.   | Part.         | Goles         | Asist.        | Part.       | Goles       | Asist.      | Part.   | Goles   | Asist.  | Part. | Goles | Asist. |
| ----------------- | ----------------- | -------- | -------- | -------- | ------------- | ------------- | ------------- | ----------- | ----------- | ----------- | ------- | ------- | ------- | ----- | ----- | ------ |
| Sub-17 Argentina  | 2015              | —        | —        | —        | —             | —             | —             | 7           | 0           | 0           | —       | —       | —       | 7     | 0     | 0      |
| Sub-17 Argentina  | Total             | 0        | 0        | 0        | 0             | 0             | 0             | 7           | 0           | 0           | 0       | 0       | 0       | 7     | 0     | 0      |
| Total selecciones | Total selecciones | 0        | 0        | 0        | 0             | 0             | 0             | 7           | 0           | 0           | 0       | 0       | 0       | 7     | 0     | 0      |
| 1.                |                   |          |          |          |               |               |               |             |             |             |         |         |         |       |       |        |